# Kappa1 Lupi
Pour les articles homonymes, voir Kappa Lupi.
Désignations
Kappa1 Lupi (en abrégé κ1 Lup) est une étoile de la constellation du Loup. Sa magnitude apparente est de 3,86. Elle présente une parallaxe annuelle de 18,12 mas mesurée par le satellite Hipparcos, ce qui indique qu'elle est distante d'environ ∼ 180 a.l. (∼ 55,2 pc) de la Terre.
Kappa1 Lupi est une étoile bleu-blanc de la séquence principale de type spectral B9,5Vne. La lettre « n » du suffixe indique que son spectre montre des raies d'absorption « nébuleuses » en raison de sa rotation rapide, tandis que la lettre « e » signifie qu'il s'agit d'une étoile Be, qui montre des raies en émission de l'hydrogène de la série de Balmer dans son spectre. L'étoile est estimée être âgée de 121 millions, et avec une masse 2,9 fois supérieure à celle du Soleil, elle est à environ 75 % de sa vie sur la séquence principale. Elle tourne sur elle-même à une vitesse de rotation projetée de 191 km/s. Cette rotation rapide lui donne une forme aplatie avec un bourrelet équatorial qu'on estime être 9 % plus grand que son rayon polaire. Le rayon de l'étoile est 2,3 fois plus grand que le rayon solaire, elle est 106 fois plus lumineuse que le Soleil et sa température de surface est de 11 305 K.
Kappa1 Lupi forme une étoile double avec sa voisine proche Kappa2 Lupi, et elles pourraient être physiquement liées. Elles sont toutes deux membres du courant des Hyades, qui est un groupe mouvant d'étoiles qui partagent un mouvement propre similaire avec l'amas des Hyades.